# 5,6-Dihydroxyindol-2-carbonsäure
5,6-Dihydroxyindol-2-carbonsäure ist eine Chemische Verbindung und ein Derivat des Indols. Es ist ein Tautomer des Dopachroms. Im englischen Sprachraum findet man die Abkürzung DHICA, welche man ins Deutsche als DHICS (5,6-Dihydroxyindol-2-carbonsäure) übersetzen könnte.

## Gewinnung und Darstellung
Beer et al. synthetisierte 5,6-Dihydroxyindol-2-carbonsäure 1949 aus der 3-(4,5-Dihydroxy-2-nitrophenyl)-2-oxopropansäure (1). Dazu waren drei Schritte nötig. Der erste Schritt war die Schützung der beiden phenolischen Hydroxygruppen mittels Acetanhydrid. Die Nitrogruppe des diacetylierten Zwischenprodukts 2 wurde dann mit Eisenpulver in ethanolischer Essigsäure reduziert, wobei gleichzeitig eine Kondensation des Ketons mit der dabei entstehenden Aminogruppe stattfand und so der 5-Ring entstand (Cyclisierung). Der letzte Schritt war die Entschützung der Hydroxygruppen, welche mit Natriumhydroxid und Natriumdithionit in wässrig/ethanolischer Lösung durchgeführt wurde. Die Reaktionslösung wurde dann noch mit Essigsäure neutralisiert, bevor das Produkt (4) isoliert wurde.

## Eigenschaften

### Chemische Eigenschaften
- 5,6-Dihydroxyindol-2-carbonsäure kann nicht durch Sublimation gereinigt werden, weil es sich selbst im Hochvakuum bei Erwärmen in 6-Hydroxyindol[4] zersetzt.
- Mit Ehrlich’s Reagenz gibt es keine Farbreaktion.
- Wird ein Tropfen Natronlauge zu einer wässrig/ethanolischen Lösung von 5,6-Dihydroxyindol-2-carbonsäure und Natriumnitroprussid gegeben, färbt sich die Lösung erst orange; wird mit Essigsäure angesäuert verändert sich die Farbe zu grün-blau.
- In leicht alkalischer Lösung ist 5,6-Dihydroxyindol-2-carbonsäure recht stabil; im Gegensatz zu 5,6-Dihydroxyindol[5] findet keine schnelle, oxidative Polymerisation statt.[1]

## Biologische Bedeutung
5,6-Dihyroxyindol-2-carbonsäure ist ein Zwischenprodukt in der Melanogenese. Man geht davon aus, dass die Farbe des im Organismus gebildeten Melanins vom Gleichgewicht zwischen der 5,6-Dihydroxyindol-2-carbonsäure und dem Dopachrom abhängt.